# Victoriano Guisasola y Menéndez
Victoriano Guisasola y Menéndez (Oviedo, 21 d'abril de 1852 - Toledo, 2 de setembre de 1920) va ser un patriarca llatí i arquebisbe espanyol, senador, membre corresponent de la Reial Acadèmia de la Història, bisbe d'Osma, de Jaén, de Madrid-Alcalá i arquebisbe de València i de Toledo.

## Vida

### Seminari i prevere
Va estudiar en el seminari d'Oviedo i en la Universitat de Salamanca, on es graduà en dret. En 1876, a Ciudad Real va ser ordenat sacerdot pel seu oncle, Victoriano Guisasola y Rodríguez, bisbe prior dels ordes militars, a qui va acompanyar com a canceller-secretari d'Oriola en 1882, i després, a Santiago de Compostel·la en 1886 en ser promogut a aquell arquebisbat. En morir el seu oncle en 1888 el van nomenar vicari capitular.

### Episcopat
El 15 de juny de 1893 va ser preconitzat bisbe d'Osma. Posteriorment, el 17 d'abril de 1897 és traslladat al bisbat de Jaén, on començà les obres del seu seminari. Des de 1899 fou senador per dret propi fins a la seva mort. Quatre anys després, el 16 de desembre de 1901 és promogut a la diòcesi de Madrid-Alcalá. En 1904 també fou escollit acadèmic numerari de la Reial Acadèmia de Ciències Morals i Polítiques.
El 10 de maig de 1905 és nomenat arquebisbe de València pel papa Sant Pius X, a instàncies del rei Alfons XIII d'Espanya. Pren possessió el 10 de maig de 1905.

### Cardenalat
El 13 de gener de 1914 és preconitzat arquebisbe de Toledo i el 25 de maig immediat va ser creat cardenal per Sant Pius X, amb el títol presbiteral de Santi Quattro Coronati. Va participar en el Conclave de 1914 que va elegir com a Papa Benet XV. Va morir en 1920 i està inhumat en la capella del Seminari Diocesà de Toledo.